# 咖啡寶
咖啡寶（日语：ジョーカプチーノ），是日本純種競賽馬匹。生涯活躍於短途至一哩賽事，曾勝出2009年NHK一哩賽。

## 出賽前
2006年4月11日出生於北海道浦河町Happy Nemo牧場，所有權直接歸於母系之馬主上田けい子旗下。
其後交由栗東訓練中心練馬師中竹和也訓練。

## 競賽生涯

### 2歲
2008年9月13日出戰札幌競馬場2歲新馬戰，雖然比賽初段一直以領放的姿態於前方推進，但於直路被超越下最終落敗。
其後出戰兩場2歲未勝利戰，分別獲得第四及第二。

### 3歲
2008年1月11日出戰3歲新馬戰，於中館英二的策騎下成功一放到底獲得首勝。
1月31日轉戰草地賽事出戰公開賽番紅花錦標，然而於直路上突然失速沉底，最終以第七落敗。
2月28日出戰條件戰萌黃賞，改由藤岡康太策騎。比賽開始後，其隨即搶佔位置進行領放，進入直路後其腳程未見疲倦下繼續於前方領先，最終以1馬位優勢再次奪得勝利。
其後出戰獵鷹錦標，以9.4倍的獨贏賠率取得第四人氣。比賽開始後於先頭位置推進，但通過第一彎道前騎師藤岡就嘗試控制其步速墮後至中團位置。進入直路後，其抽出外檔位置加速追趕前方的賽駒，最終於終點線前成功超越由內欄位置率先衝出的第十二人氣伏兵Katsuyo Twining，以頸位優勢取得首個分級賽冠軍。
4月11日出戰新西蘭盃，賽前獲得第三人氣。本次比賽其重拾領放戰術於前方帶領馬群，可惜於直路上被聖卡羅及T Up Gold超越得第三。
於鳥取縣伯耆町大山Hills短暫放草後出戰NHK一哩賽，由於本場比賽強敵衆多，其僅以39.8倍獨贏賠率取得第十人氣。比賽開始後，由於第十四人氣的Get Full Marks以更凌厲的姿態快放，因而咖啡寶選擇於第二的位置追趕對手，而兩駒則於前1000米做出57.2秒的超快步速拋離後方馬群。進入直路後，後方的馬匹開始加速殺上，但前方兩駒仍然保持速度繼續領放。最後200米時，由於Get Full Marks開始失速，咖啡寶取代其成爲了領先的馬匹。雖然此時後方的赤劍開始以凌厲的姿態衝刺，但咖啡寶仍然有餘力繼續加速抵擋對手的追擊，最終其以拉開對手2馬位及爆冷的姿態奪得首個一級賽冠軍，亦以1分32.4秒的完賽時間打破了夏威夷王於2004年創立的紀錄。至於陣營方面，此次勝利均爲騎師藤岡、練馬師中竹和也、馬主上田けい子及生產牧場Happy Nemo牧場帶來首個一級賽頭銜。

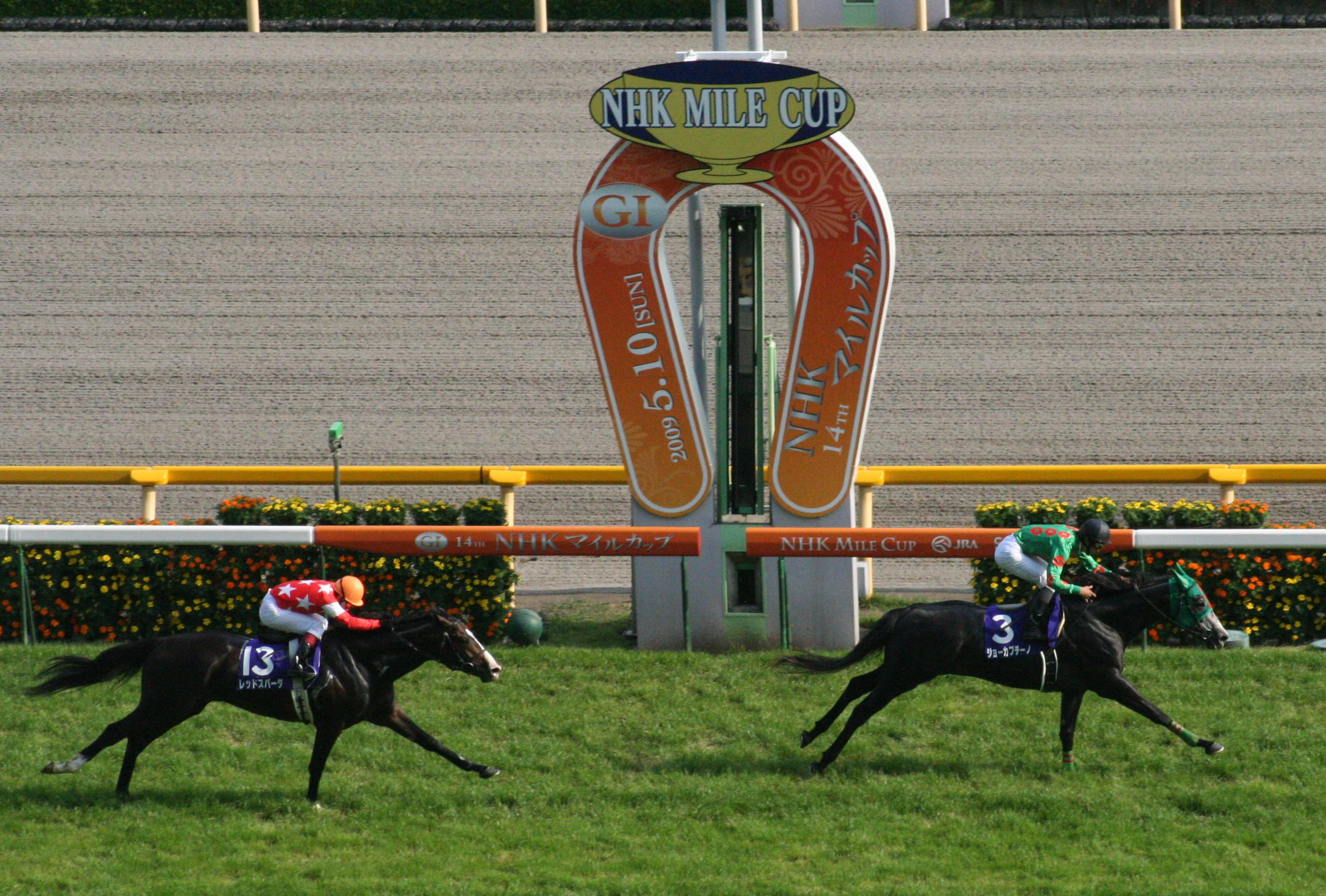
出NHK一哩賽的咖啡寶

5月31日出戰東京優駿（日本打吡），比賽途中仍然使用領放戰術，但於直路上因體力不支失速沉底，最終以包尾第十八大敗。
其後被安排前往放草，原定以11月之一哩冠軍賽及12月之阪神盃作爲復出戰，但身體狀態未能回復下最終計劃被擱置。

### 4歲
2010年年初其原定以高松宮紀念作爲目標，但於訓練途中被發現右前腳有不安的跡象以避戰，最終休養了整個春季。
10月30日於天鵝錦標復出，最終被丸河鳳凰及湘南黎明超越得第三。
其後出出戰一哩冠軍賽，然而再度失速之下第九落敗。
12月11日出戰公開賽青金石錦標，比賽開始後隨即搶佔位置領放，最終一放到底之下獲得時隔1年7個月的勝利。

### 5歲
2011年春季目標爲高松宮紀念，因而於1月29日出戰前哨戰絲路錦標。比賽開始後，其因漏閘需要使用自獵鷹錦標以來首次的居中戰術，進入直路後迅速抽出外檔加速，最終成功超越前方所有賽駒奪冠。
3月27日出戰高松宮紀念，壓過上屆盟主拳壇奇蹟及海洋錦標冠軍衝鋒駿驥取得第一人氣。比賽開始後，其處於中團位置逐步追走，比賽途中保持穩定的節奏。於第三彎道其準備加速之際，前方的衝鋒駿驥突然斜行並阻塞咖啡寶的進路，騎師藤岡爲避免發生意外而拉緊繮繩控制其減速，最終於失速及失去節奏之下其以第十一衝線。而由於賽後咖啡寶陣營抗議成功，衝鋒駿驥被降至第十一後其得以遞補至第十。
其後出戰京王盃春季盃跑獲一席第三，但於堅蘭盃未能盡力加速而僅獲得第九。
入秋後其出戰天鵝錦標及京阪盃，分別獲得第二及第六。

### 6歲
2012年於首戰海洋錦標雖然獲得第五入板的成績，但於其後高松宮紀念及京王盃春季盃再度失準均以第十一大敗。
完成京王盃春季盃後，陣營考慮到其近來的表現，決定安排其退役，並於6月2日取消日本中央競馬會的註冊。

### 詳細賽績
| 日期       | 舉辦國家 | 馬場 | 距離   | 級別 | 賽事名稱     | 負重 | 騎師     | 馬號 | 出馬 | 名次 | 時間   | 頭馬（二馬）           |
| ---------- | -------- | ---- | ------ | ---- | ------------ | ---- | -------- | ---- | ---- | ---- | ------ | ---------------------- |
| 13/9/2008  | 日本     | 札幌 | 泥1700 |      | 2歲新馬      | 54   | 武豐     | 8    | 13   | 2    | 1:47.4 | Namura Kaishu          |
| 27/9/2008  | 日本     | 札幌 | 泥1700 |      | 2歲未勝利    | 53   | 三浦皇成 | 12   | 13   | 4    | 1:48.7 | Leesan Haemosu         |
| 21/12/2008 | 日本     | 阪神 | 泥1400 |      | 2歲未勝利    | 55   | 杜滿萊   | 10   | 16   | 2    | 1:25.2 | Silk Mobius            |
| 11/12009   | 日本     | 中京 | 泥1700 |      | 3歲未勝利    | 56   | 中館英二 | 2    | 14   | 1    | 1:47.3 | （Laurel C'est lavie） |
| 31/1/2009  | 日本     | 東京 | 草1400 | OP   | 番紅花錦標   | 56   | 中館英二 | 13   | 13   | 7    | 1:26.1 | 聖卡羅                 |
| 28/2/2009  | 日本     | 小倉 | 草1200 |      | 萌黄賞       | 56   | 藤岡康太 | 2    | 18   | 1    | 1:08.9 | （Bridle Up）          |
| 21/3/2009  | 日本     | 中京 | 草1200 | GIII | 獵鷹錦標     | 56   | 藤岡康太 | 11   | 18   | 1    | 1:08.9 | （Katsuyo Twining）    |
| 11/4/2009  | 日本     | 中山 | 草1600 | GII  | 新西蘭盃     | 56   | 松岡正海 | 3    | 16   | 3    | 1:34.1 | 聖卡羅                 |
| 10/5/2009  | 日本     | 東京 | 草1600 | GI   | NHK一哩賽    | 57   | 藤岡康太 | 3    | 18   | 1    | 1:32.4 | （赤劍）               |
| 31/5/2009  | 日本     | 東京 | 草2400 | JpnI | 東京優駿     | 57   | 藤岡康太 | 9    | 18   | 18   | 2:43.0 | 宇宙無極               |
| 30/10/2010 | 日本     | 京都 | 草1400 | GII  | 天鵝錦標     | 58   | 藤岡康太 | 4    | 14   | 3    | 1:21.2 | 丸河鳳凰               |
| 21/11/2010 | 日本     | 京都 | 草1600 | GI   | 一哩冠軍賽   | 57   | 藤岡康太 | 6    | 18   | 9    | 1:32.4 | 榮進快蹄               |
| 11/12/2010 | 日本     | 中山 | 草1200 | OP   | 青金石錦標   | 57   | 0吉田豊  | 6    | 14   | 1    | 1:07.3 | （最佳定位）           |
| 29/1/2011  | 日本     | 京都 | 草1200 | GIII | 絲路錦標     | 58   | 藤岡康太 | 9    | 16   | 1    | 1:08.2 | （都市魅力）           |
| 27/3/2011  | 日本     | 阪神 | 草1200 | GI   | 高松宮紀念   | 57   | 藤岡康太 | 5    | 16   | 10   | 1:08.9 | 拳壇奇蹟               |
| 14/5/2011  | 日本     | 東京 | 草1400 | GII  | 京王盃春季盃 | 58   | 福永祐一 | 7    | 17   | 3    | 1:20.2 | 強勁回報               |
| 5/6/2011   | 日本     | 東京 | 草1600 | GI   | 安田紀念     | 58   | 福永祐一 | 16   | 18   | 5    | 1:32.1 | 實際影響               |
| 28/8/2011  | 日本     | 札幌 | 草1200 | GIII | 堅蘭盃       | 56   | 福永祐一 | 15   | 16   | 9    | 1:09.6 | 真機伶                 |
| 29/10/2011 | 日本     | 京都 | 草1400 | GII  | 天鵝錦標     | 58   | 福永祐一 | 10   | 18   | 2    | 1:19.6 | 北歐神劍               |
| 26/11/2011 | 日本     | 京都 | 草1200 | GIII | 京阪盃       | 58   | 李慕華   | 9    | 15   | 6    | 1:08.6 | 龍王                   |
| 3/3/2012   | 日本     | 中山 | 草1200 | GIII | 海洋錦標     | 57   | 内田博幸 | 1    | 16   | 5    | 1:09.5 | 一卡美鑽               |
| 25/3/2012  | 日本     | 中京 | 草1200 | GI   | 高松宮紀念   | 57   | 内田博幸 | 16   | 18   | 11   | 1:11.0 | 真機伶                 |
| 12/5/2012  | 日本     | 東京 | 草1200 | GII  | 京王盃春季賽 | 57   | 内田博幸 | 11   | 15   | 11   | 1:20.9 | 瑞士名錶               |

## 退役後
退役後，咖啡寶成爲了配種馬，於北海道新冠町優駿Stallion Staion休養，在2013年進行配種。首批子嗣於2014年出生。首批子嗣可於2016年出賽，6月4日經已有中央的子嗣在新馬戰取勝。2017年4月8日，祖山靚豆在新西蘭盃取勝，成爲了首匹勝出分級賽的子嗣。
2016年其被轉移至同町的大紅牧場繼續進行配種。

### 主要子嗣

#### 分級賽優勝子嗣
2014年生
- 祖山靚豆（新西蘭盃）

2018年生
- Sun Davis（京都跳欄賽）

2019年生
- Namura Lycoris（函館兩歲錦標）

## 血統簡介
父系曼城茶座爲日本賽駒，生涯於長距離賽事有良好表現，包括勝出菊花賞、有馬紀念及春季天皇賞等長距離賽事。祖父週日寧靜爲美國三冠賽雙軍馬，退役後在日本配種，其子嗣贏得巨額獎金，連續12年成為日本冠軍種馬。
母系Jo Psykhe爲日本賽駒，生涯戰績不佳僅勝出一場賽事。祖父Fusaichi Concerde爲日本賽駒，生涯戰績優秀，曾勝出東京優駿。

### 血統表
| 父線：週日寧靜系（Halo系）       |                                  |               |                  |
| 種馬 曼城茶座 1998年（棗色）     | 週日寧靜 1986年（棕色）          | Halo          | Hail to Reason   |
| 種馬 曼城茶座 1998年（棗色）     | 週日寧靜 1986年（棕色）          | Halo          | Cosmah           |
| 種馬 曼城茶座 1998年（棗色）     | 週日寧靜 1986年（棕色）          | Wishing Well  | Understanding    |
| 種馬 曼城茶座 1998年（棗色）     | 週日寧靜 1986年（棕色）          | Wishing Well  | Mountain Flower  |
| 種馬 曼城茶座 1998年（棗色）     | Subtle Change 1988年（深棗色）   | Law Society   | 聲稱             |
| 種馬 曼城茶座 1998年（棗色）     | Subtle Change 1988年（深棗色）   | Law Society   | Bold Bikini      |
| 種馬 曼城茶座 1998年（棗色）     | Subtle Change 1988年（深棗色）   | Santa Luciana | Luciano          |
| 種馬 曼城茶座 1998年（棗色）     | Subtle Change 1988年（深棗色）   | Santa Luciana | Suleika          |
| 繁殖雌馬 Jo Psyke 2000年（灰色） | Fusaichi Concorde 1993年（棗色） | Caerleon      | 尼真斯基         |
| 繁殖雌馬 Jo Psyke 2000年（灰色） | Fusaichi Concorde 1993年（棗色） | Caerleon      | Foreseer         |
| 繁殖雌馬 Jo Psyke 2000年（灰色） | Fusaichi Concorde 1993年（棗色） | Ballet Queen  | 鞍匠井           |
| 繁殖雌馬 Jo Psyke 2000年（灰色） | Fusaichi Concorde 1993年（棗色） | Ballet Queen  | Sun Princess     |
| 繁殖雌馬 Jo Psyke 2000年（灰色） | Jo Eucharis 1988年（灰色）       | Tosho Boy     | Tesco Boy        |
| 繁殖雌馬 Jo Psyke 2000年（灰色） | Jo Eucharis 1988年（灰色）       | Tosho Boy     | Social Butterfly |
| 繁殖雌馬 Jo Psyke 2000年（灰色） | Jo Eucharis 1988年（灰色）       | Jo Baboon     | Fortino          |
| 繁殖雌馬 Jo Psyke 2000年（灰色） | Jo Eucharis 1988年（灰色）       | Jo Baboon     | Hard Gay         |
| 雌系：號族：2-f                  |                                  |               |                  |
| 五代內近親交配：北地舞人 5×5     |                                  |               |                  |

## 命名由來
名字中，Jo（ジョー）是馬主上田けい子冠名，出自其姓氏中「上」的音讀，Cappuccino（カプチーノ）即是意式泡沫咖啡，聯想自父系曼城茶座的名字，香港則忽略冠名部分只取後半部分，翻譯为「咖啡寶」。

## 外部連結
- 咖啡寶 netkeiba.com （页面存档备份，存于）
- 血統表 （页面存档备份，存于）